# 친선훈장
친선훈장(親善勳章)은 조선민주주의인민공화국의 정부가 수여하는 훈장이다. 1985년 7월 25일에 제정되었으며, 외국인을 대상으로만 수여된다.